# رشيد لاوال
رشيد لاوال (بالإنجليزية: Rasheed Lawal) (مواليد 13 أغسطس 1983) هو ملاكم نيجيري، مثّل بلاده في الألعاب الأولمبية الصيفية 2008.

## روابط خارجية
رشيد لاوال على موقع أوليمبيديا (الإنجليزية)
- رشيد لاوال على موقع اتحاد ألعاب الكومنولث (مؤرشف) (الإنجليزية)
- رشيد لاوال على موقع دورة ألعاب الكومنولث 2006 (مؤرشف) (الإنجليزية)